# Леонов, Борис Фёдорович
Борис Фёдорович Леонов (24 июля 1900 (по ст. стилю), село Людское, Орловская губерния — 14 марта 1977, Омск) — русский литературовед и журналист, театровед. Был дважды осуждён в Омске (в 1944 и 1958 гг.) по политической статье (58.10) за свои литературные произведения.

## Биография
Родился в семье священника. Учился в Орловском духовном училище и Орловской духовной семинарии (1914—1918), где написал свои первые стихи. Участник Гражданской войны на стороне красных. Член РСДРП(б) с 1918 г.
В 1920—1922 учился в Орловском пролетарском университете на общественно-политическом отделении, участвовал в работе Тургеневского научно-литературного общества. После демобилизации в 1923 работал на разных должностях на ж. д., был пропагандистом в деревнях Московской области, школьным учителем.
В 1929 командирован в Западную Сибирь для партийной работы в народном хозяйстве (Новосибирск, Ленинск-Кузнецк).
В Омске с 1932, преподавал в вузах и техникумах. Литературный редактор «Омской правды» (1935—1936), редактор детской литературы в Омском издательстве (1936—1937). За «антипартийные высказывания» в 1937 был исключен из ВКП(б). Заведующий литературной частью Омского ТЮЗа (1939), Омского драматического театра (1940—1944). Публиковался в «Омской правде», принимал активное участие в литературной и театральной жизни города.
Дважды (1944, 1958) за свои высказывания и литературные труды приговаривался в Омске по политической статье (ст. 58-10, ч. 1) к 10 годам лишения свободы. Отбывал наказание на Урале и Колыме (1944—1953), в магаданской ссылке (1953—1955), тайшетских и мордовских лагерях (1958—1965). Дружил с Борисом Вайлем и Михаилом Молоствовым. Тесно общался с писателем Леонидом Шевчуком.
В 1965 году решением Президиума Верховного суда РСФСР реабилитирован по обеим судимостям и досрочно освобожден. Вернулся в Омск наполовину парализованным инвалидом, но продолжал заниматься литературным творчеством (большинство трудов не опубликовано). Наследие Б. Леонова — часть омского культурного наследия, истории отечественного инакомыслия.
Биография Б. Ф. Леонова была восстановлена, благодаря трудам омского историка С. Г. Сизова, написавшего о судьбе и творчестве репрессированного писателя монографию (2008).
Похоронен на Старо-Восточном кладбище.

## Изданные сочинения
- Леонов Б. Русь (Поэма). — Орёл : Орлов. отд-е Гос. изд-ва, б. г. [1922]. — 8 с.
- Леонов Б. «Эскиз» (Орёл, 1922)
- Леонов Б. Снег (рассказ). — 1957.
- Леонов Б.  (сказка, 1966).
- Леонов Б. Читая автобиографию Чаплина // Сиб. огни. — 1967. — № 9. — С. 157—166.
- Леонов Б. Чапай (Памяти Л. С. Самборской) / Предисл. и публ. д.и.н. С. Г. Сизова // Омская муза. — 2007. — № 3. — С. 14-17.
- Леонов Б. Ф. http://www.chitalnya.ru/work/1280314/ Миниатюры (Русь. Не так давно. Детское) // Тарские ворота: литературно-художественный альманах. Вып. 2. — Омск: Вариант-Омск, 2012—2013. — С. 349—359.